# Cladonia apodocarpa
Cladonia apodocarpa Robbins. è una specie di lichene appartenente al genere Cladonia,  dell'ordine Lecanorales.
Il nome proprio deriva dal greco α-, cioè a-, che ha valore privativo, da ποὺς,ποδός, cioè poùs, podòs, che significa piede, parte terminale e infine da κὰρπός, cioè karpòs, che significa frutto, corpo fruttifero, ad indicare che i soredi sono collegati direttamente all'apotecio, senza peduncoli.

## Caratteristiche fisiche
Il fotobionte è principalmente un'alga verde delle Trentepohlia.
La riproduzione è sessuale, attraverso spore.

## Habitat
Cresce in gruppi su suoli smossi e sabbiosi e sui bordi delle piste e dei sentieri sempre su suolo, in terreni boscosi decidui dominati dalla quercia.

## Località di ritrovamento
La specie è stata rinvenuta nelle seguenti località:

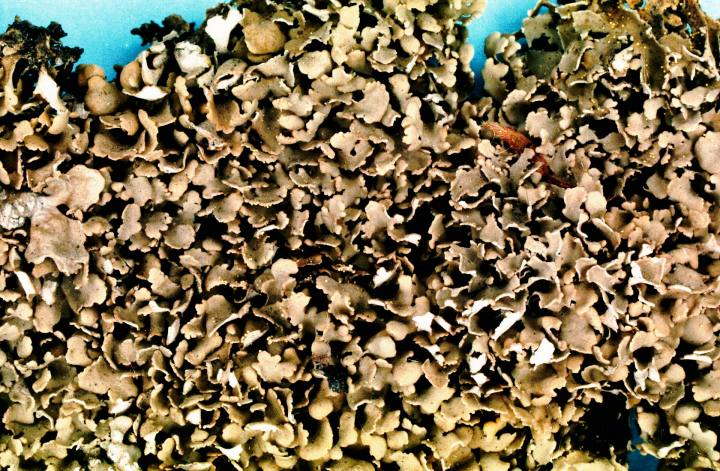
Cladonia apodocarpa

- USA (Carolina del Sud, Carolina del Nord, Louisiana, Illinois, Alabama, Indiana, Missouri, Ohio, New York, Delaware, Distretto di Columbia, Virginia Occidentale, Pennsylvania, Wisconsin, Iowa, Vermont, Maryland, Maine).

## Tassonomia
Questa specie appartiene alla sezione Helopodium; a tutto il 2008 non sono state identificate forme, sottospecie e varietà.

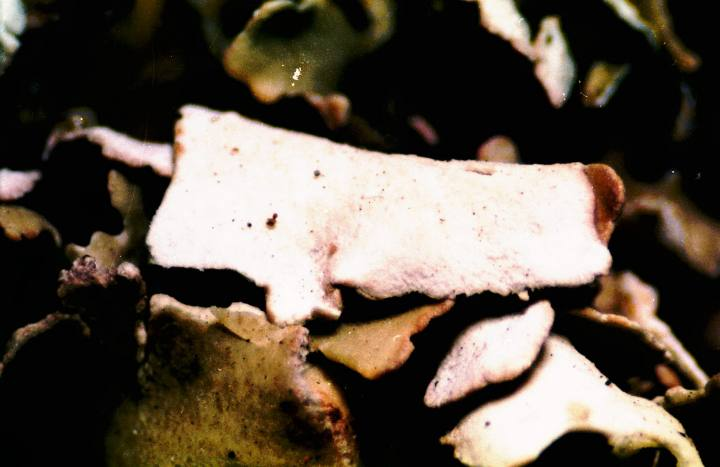
Cladonia apodocarpa, squamule